# Transfer Day
O Transfer Day (em português: Dia da Transferência) é um feriado comemorado nas Ilhas Virgens Americanas em 31 de março. Ele marca a transferência das ilhas da Dinamarca para os Estados Unidos que ocorreu em 1917. As ilhas foram inicialmente detidas por vários países europeus e estavam sob o controle exclusivo da Dinamarca em 1754. O Transfer Day poderia ter ocorrido anos antes, mas devido à construção e financiamento do Canal do Panamá, o Senado dos Estados Unidos rejeitou as negociações. Após a escassez de dinheiro da guerra e a potencial invasão alemã da Dinamarca, ambos os lados viram a troca como mutuamente benéfica. O Transfer Day agora é comemorado de várias maneiras nas várias ilhas, incluindo desfiles, festas e reconstituição do próprio Transfer Day original.